# Santa Brígida, Spanien
Santa Brígida är en kommun i Spanien. Den ligger i den autonoma regionen Kanarieöarna i sydvästra delen av landet, 1 700 km sydväst om huvudstaden Madrid. Antalet invånare är 18 551 (2024). Arean är 23,83 kvadratkilometer. Santa Brigida ligger på Gran Canaria. Santa Brígida gränsar till Las Palmas de Gran Canaria, Telde, Valsequillo de Gran Canaria, Vega de San Mateo och Teror. 

## Galleri

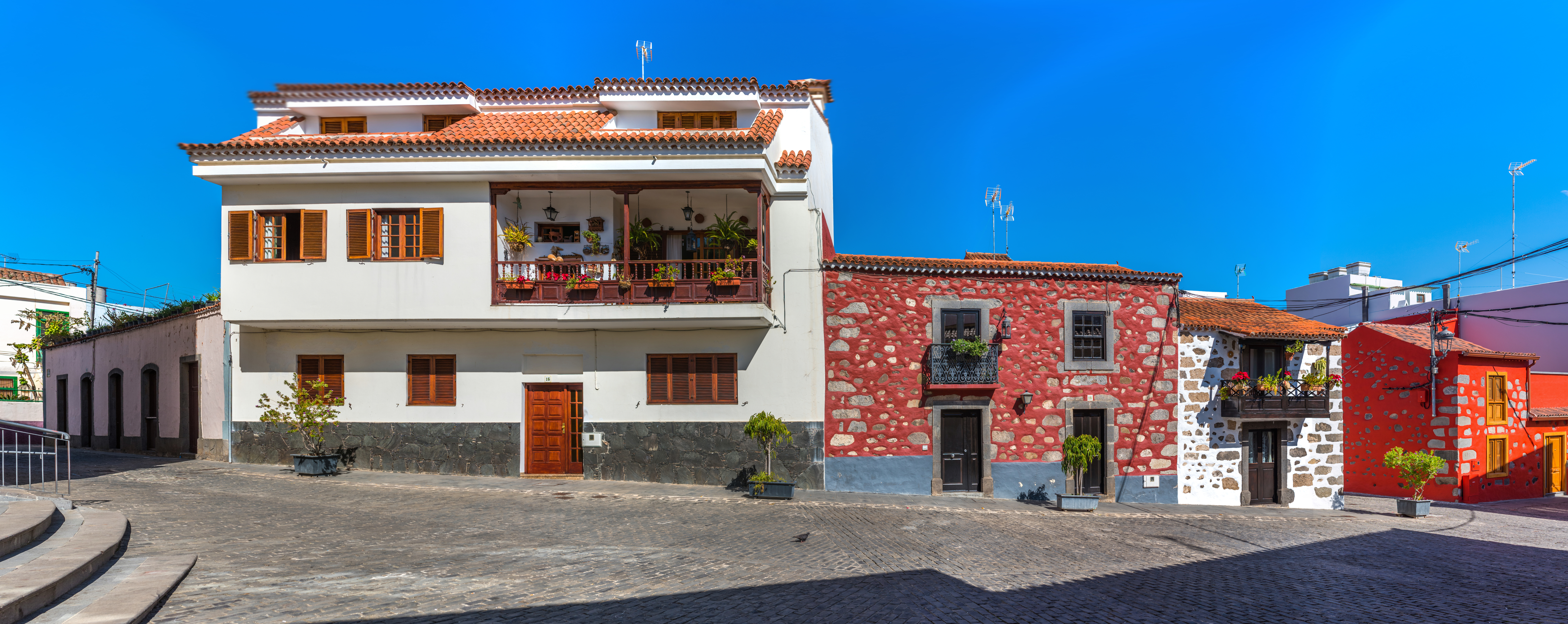
Santa Brígida
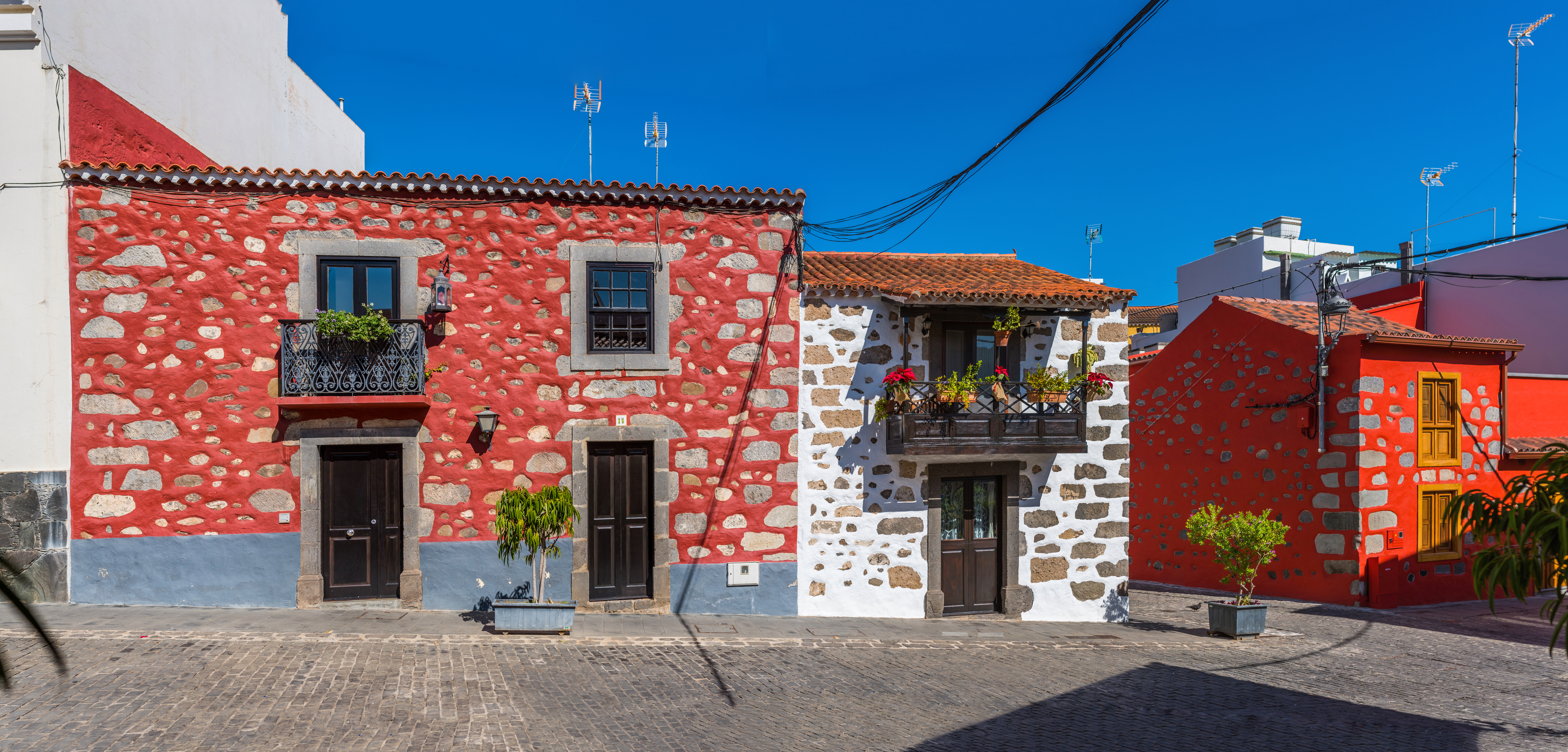
Santa Brígida
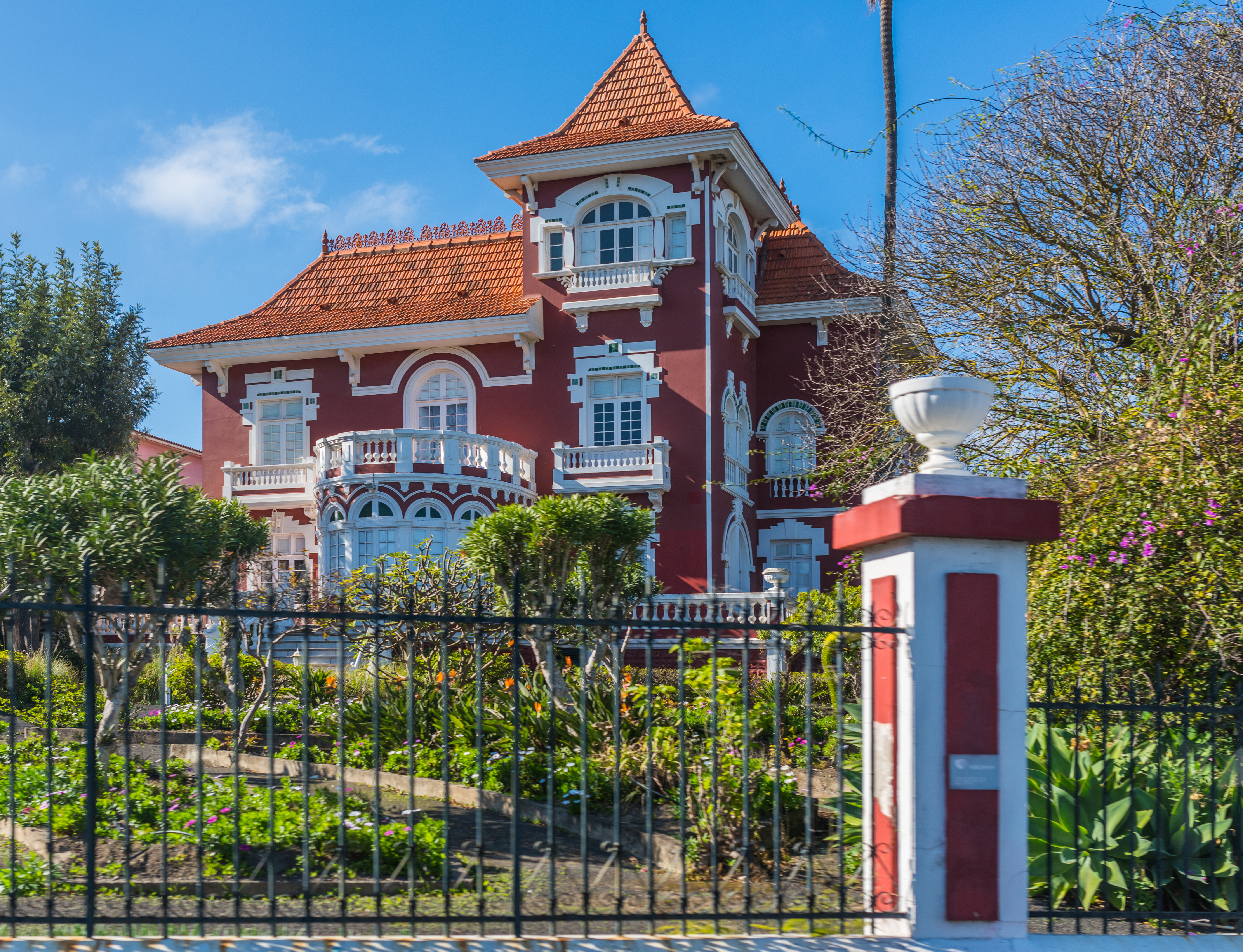
Santa Brígida
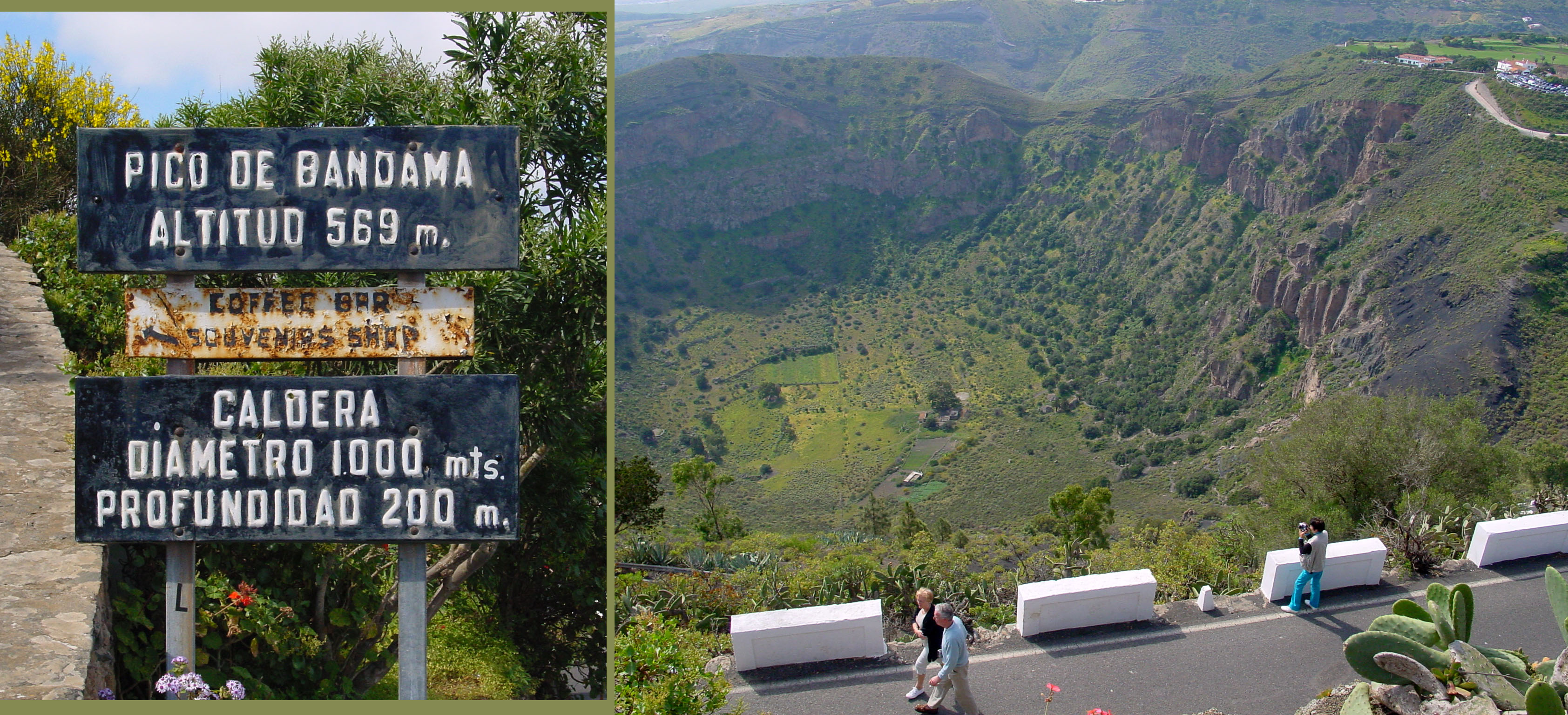
Caldera de Bandama